# 康紹宗
康紹宗（1454年—？），字孝隆，永清右衛軍籍，山東武定州人，明朝政治人物。

## 生平
成化十三年（1477年）丁酉科順天府鄉試第八十二名舉人。成化十七年（1481年）中式辛丑科會試第二百五十三名，二甲第八十四名進士。官河南右參政，陞雲南右布政使。

## 家族
曾祖康士賢；祖父康榮；父康瑄，前母趙氏；母劉氏。慈侍下。兄康顯宗。